# نیوهارتفورد، نیویورک
نیوهارتفورد (به انگلیسی: New Hartford) یک منطقهٔ مسکونی در ایالات متحده آمریکا است که در شهرستان اونیدا، نیویورک واقع شده‌است. نیوهارتفورد ۶۶٫۰۳ کیلومتر مربع مساحت و ۲۲٬۱۶۶ نفر جمعیت دارد.